# 全永昕
全永昕（1925年—），男，浙江宁波人，中国机械学家，曾任浙江大学教授、博士生导师。